# رینگ‌اشتراسه

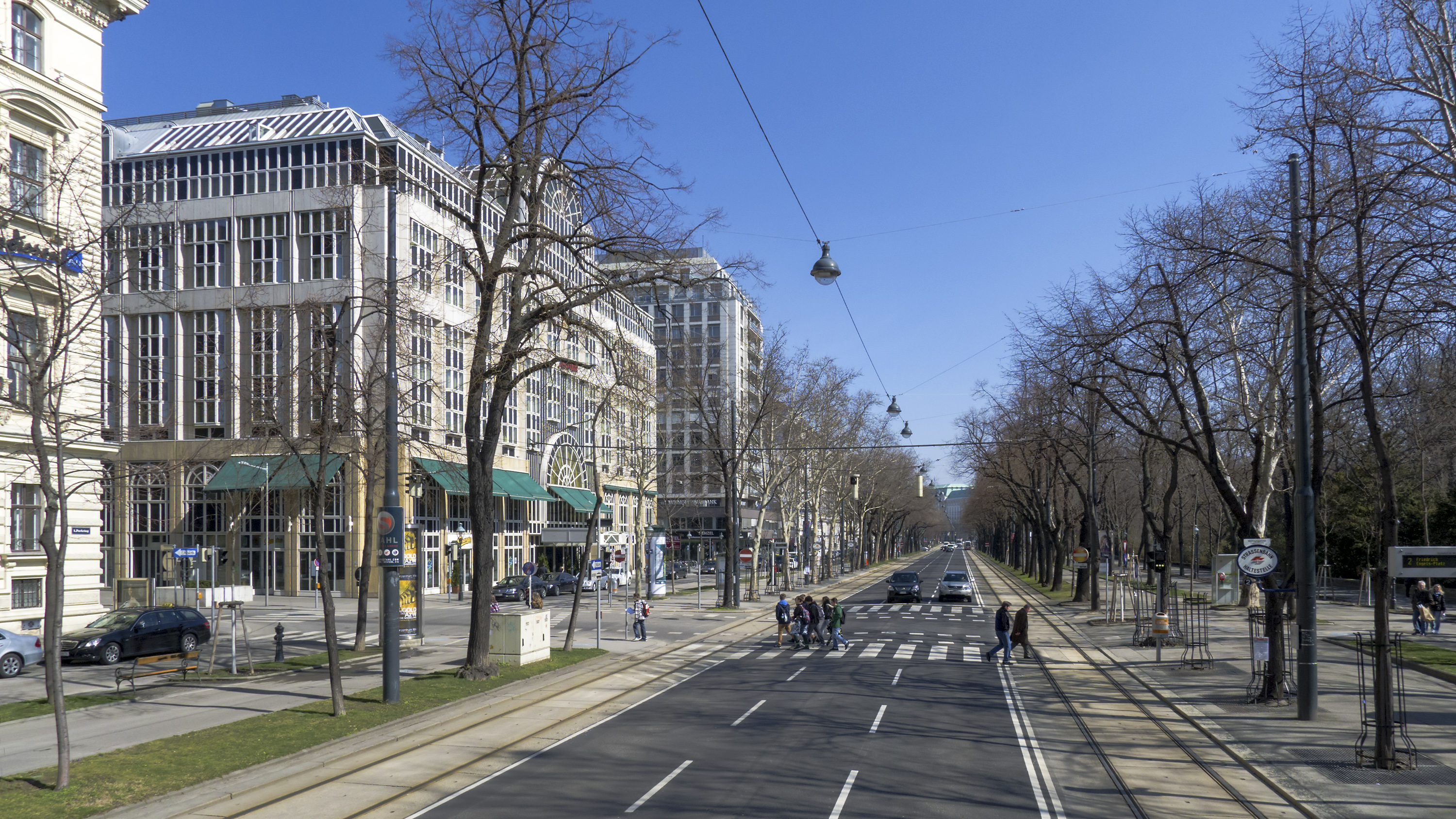

رینگ‌اشتراسه (انگلیسی: Ringstraße) یا خیابان گرد، یک گذر حلقوی پیرامون منطقه تاریخی وین است. این خیابان جزء میراث جهانی یونسکو و جاذبه‌های گردشگری وین به شمار می‌آید.